# Diocèse de Gubbio
Le diocèse de Gubbio (en latin : Dioecesis Eugubina ; en italien : Diocesi di Gubbio) est un diocèse de l'Église catholique en Italie, suffragant de l'archidiocèse de Pérouse-Città della Pieve et appartenant à la région ecclésiastique d'Ombrie.

## Territoire
Le diocèse est situé sur une partie de la province de Pérouse ; l'autre partie de cette province étant partagée par l'archidiocèse de Spolète-Norcia et les diocèses d'Orvieto-Todi, d'Assise-Nocera Umbra-Gualdo Tadino, de Città di Castello et de Foligno. Il a également sous sa juridiction la commune de Cantiano qui est dans la province de Pesaro et d'Urbino. Son territoire a une superficie de 930 km2 divisé en 39 paroisses regroupées en cinq archidiaconés. L'évêché est à Gubbio où se trouve la cathédrale des saints Marien et Jacques. Dans la même ville se trouve la basilique Saint-Ubald (it) qui conserve le corps de saint Ubald Baldassini, le patron du diocèse.

## Histoire
Grâce à la correspondance de saint Jérôme, nous avons la certitude de l’existence d’une église établie et organisée au moins depuis le IVe siècle, ce qui en fait l’une des plus anciennes du centre de l’Italie. Vers la fin du Ve siècle, à lieu la translation à Gubbio des reliques de sept martyrs africains (Second, Secondin, Agapit, Emilien, Antoine, Tertulle, Marien et Jacques). Augustin a composé deux sermons sur ces martyrs. L'identité de la ville est consolidée autour du culte de ces saints et de nombreux évêques de Gubbio de l'époque sont mentionnés sous le nom d' episcopi Sancti Mariani.
Le premier évêque historiquement documenté est Decentius, mentionné dans une lettre du pape Innocent Ier de 416, dans laquelle le pontife fait référence à  praedecessores tui, indiquant que d'autres évêques ont précédé Decentius, du moins depuis le IVe siècle. Le deuxième évêque connu est Gaudiose, mentionné dans une lettre de Grégoire Ier de 599 en tant que visiteur du diocèse de Tadinum.
Il y a peu d'évêques historiquement documentés au Ier siècle. Les érudits locaux, pour combler les lacunes de la chronologie épiscopale, insèrent une série de noms peu fiables et fantastiques ; c’est l’historien Mauro Sarti qui donne au XVIIIe siècle la succession exacte de certains évêques de l’église de Gubbio. Après Decentius et Gaudiose, il faut arriver à la seconde moitié du VIIIe siècle pour connaître le troisième évêque de Gubbio, Florentin, qui participe au concile de Latran célébré par le pape Étienne III en 769. Les archives des conciles romains suivants ont gardé les noms des évêques Bennato en 826, Erfone en 847 et 853 et Dominique en 861 et 868.
L'invasion des Magyars et des Avars en 917 cause des dommages irréparables à la ville et au territoire détruisant ce qui reste de son ancienne splendeur. La renaissance religieuse et territoriale est principalement due à l'installation de nombreux monastères entre la fin du Xe  et le début du  XIe siècle. Parmi ceux-ci, on peut citer le monastère de San Donato di Pulpiano, fondé par des moines irlandais, les abbayes bénédictines de Sant'Emiliano in Congiuntoli (it) et Santa Maria di Sitria (it), et surtout l'abbaye des camaldules de Fonte Avellana, qui devient un centre culturel remarquable grâce à saint Pierre Damien. Plusieurs évêques de Gubbio viennent de ce monastère dont le dernier est Gabriele Gabrielli, évêque de 1377 à 1383.
Entre le XIe  et le début du  XIIe siècle, le diocèse de Gubbio voit la présence de trois saints évêques, Rodolphe de Gabrielli, et Jean de Lodi, camaldules de Fonte Avellana, et plus particulièrement Ubald Baldassini, vénéré aujourd'hui comme saint patron de la ville et du diocèse. Lors de son épiscopat, il reconstruit la ville, et la cathédrale détruite par un incendie en 1126 ; il est responsable de la réforme et de la renaissance spirituelle du clergé, des chanoines de la cathédrale, de la réorganisation des paroisses rurales et de la défense des libertés civiles.
Dès la première moitié du XVe siècle, pendant près d'un siècle, Gubbio se hisse au rang de première ville des ducs de Montefeltro et de Della Rovere et son diocèse connaît par une série d'évêques cardinaux de premier ordre dans l'histoire de l'Église : Girolamo Basso della Rovere et Francesco Della Rovere (plus tard pape sous le nom de Sixte IV), Antonio Ferrero, Frédéric Frégose, Pietro Bembo, Giacomo Savelli et Marcello Cervini qui devient le pape Marcel II. Les épiscopats de Cervini (1544-1555) et de son successeur Savelli (1555-1560) marquent une période de renaissance de la vie ecclésiale, le chapitre de la cathédrale et la curie épiscopale sont réformés, les archives et le séminaire sont créés, le fonctionnement des paroisses est réorganisé, la nouvelle réglementation liturgique est appliquée, la discipline du clergé est réformée et les visites pastorales commencent.
Avec l’extinction de la dynastie des Della Rovere et le retour de Gubbio sous la dépendance de Rome, le déclin de la ville commence et elle devient un petit centre de province. Le 4 juin 1563, le diocèse passe de l'exemption au statut de suffragant de l'archidiocèse d'Urbino. Toutefois, les évêques de Gubbio n’acceptent pas volontiers cette suffrageance, se considérant toujours soumis au Saint-Siège. Les différends entre l'archevêque d'Urbino et les évêques de Gubbio durent jusqu'au XVIIIe siècle ; le 23 mai 1725, le pape Benoît XIII reconfirme les droits métropolitains des archevêques d'Urbino sur le siège de Gubbio.
Parmi les derniers évêques, on peut citer Ulderico Campagna (1630-1638) et Alessandro Sperelli (1644-1671), qui se distinguent par leur engagement dans l'application des décrets du concile de Trente avec la réforme du séminaire et la proclamation de différents synodes diocésains. Sperelli fait restaurer la cathédrale, la consacre de nouveau le 22 septembre 1652 et fait ériger la chapelle de la Vierge Marie. Il laisse à la ville sa riche bibliothèque personnelle. Le cardinale Giuseppe Pecci (1841-1855) joue un rôle important dans la rédaction du document par lequel le pape Pie IX proclame le dogme de l'Immaculée Conception ainsi que dans l'élaboration du Syllabus.
Avec l'érection du diocèse de Pergola, entre 1818 et 1819, le diocèse de Gubbio perd une grande partie de son territoire historique du côté des Marches, y compris le monastère de Fonte Avellana ; en échange de cette perte territoriale, le diocèse obtient d'être de nouveau en exemption. Le 15 août 1972, le diocèse perd de nouveau son autonomie et entre dans la province ecclésiastique de l'archidiocèse de Pérouse. En 1972, après sept ans de vacance du siège de Gubbio, l'évêque Cesare Pagani est nommé évêque de Gubbio et de Città di Castello unissant les deux diocèses in persona episcopi ; cette union prend fin à la mort de l'évêque. Le 1er avril 2000, le musée diocésain est inauguré dans l'ancien palais des chanoines de la cathédrale.

## Sources
- (en) Catholic-Hierarchy

- (it) Cet article est partiellement ou en totalité issu de l’article de Wikipédia en italien intitulé « Diocesi di Gubbio » (voir la liste des auteurs).

### Articles liés
- Liste des diocèses et archidiocèses d'Italie
- Mauro Sarti